# Hasso von Lenski
Hasso von Lenski (* 9. Februar 1942 in Potsdam) ist ein deutscher Schauspieler. 

## Leben
Hasso von Lenski wurde 1942 in Potsdam als Sohn des Wehrmachtsgenerals Arno von Lenski geboren. Aufgewachsen ist er mit seiner Mutter, Bruder Gero (* 1940) und Schwester Christiane (* 1936), ab 1944 auf dem Rittergut seiner Großeltern in Wörbzig, da dort das Leben sicherer war, als in Potsdam. Als die Rote Armee die westelbischen Teile Sachsen-Anhalts von den Amerikanern übernahmen und der Großvater interniert wurde, zog seine Mutter mit ihm, mit seinem Bruder und seiner Schwester im Dezember 1945 nach Köthen (Anhalt), bis er die erste Klasse besuchte. Sein aus der Kriegsgefangenschaft zurückgekehrter Vater holte 1949 seine Frau und seine drei Kinder nach Berlin.
Hasso von Lenski besuchte die Staatliche Schauspielschule Berlin, studierte Theaterwissenschaften und arbeitete als Schauspieler, Regisseur und Dramaturg. Im November 1989 wurde er neuer Leiter der Kleinen Revue im Friedrichstadt-Palast Berlin.
Hasso von Lenski war bis zu ihrem Tod mit der Schauspielerin Christel Bodenstein verheiratet. Die Familie lebt in Berlin.

## Filmografie
- 1971: Rottenknechte (TV-Mehrteiler)
- 1976: Das blaue Licht
- 1979: Zünd an, es kommt die Feuerwehr
- 1980: Polizeiruf 110: Vergeltung? (Fernsehreihe)
- 1983: Einer vom Rummel
- 1985: Die Frau und der Fremde
- 1986: Treffpunkt Flughafen – Landeanflug (Fernsehserie)
- 1987: Stielke, Heinz, fünfzehn…
- 1992: Die Kaltenbach-Papiere (Fernsehfilm, 2. Teil)

## Theater

### Schauspieler
- 1973: Autorenkollektiv: Tugend voran – Regie: Otto Stark (Kabarett-Theater Distel Berlin)
- 1977: Georg Büchner: Dantons Tod (mehrere Rollen) – Regie: Konrad Zschiedrich (Berliner Arbeiter-Theater)
- 1977: Alexander Suchowo-Kobylin: Die Akte – Regie: Berndt Renne (Volksbühne Berlin)

### Regie
- 1973: Friedrich Wolf: Cyankali – Regie mit Horst Rehberg (Friedrich-Wolf-Theater Neustrelitz)
- 1978: Roehricht/Bartsch/Wendt:  Was soll das Theater – Regie mit Werner Tietze (Das Ei im alten Friedrichstadt-Palast Berlin)
- 1980: Frank Wedekind: Wer zuletzt lacht, lacht am besten (Das Ei im alten Friedrichstadt-Palast Berlin)